# Patrick Taylor
Patrick Gordon Taylor (becenevén: Bill, Mosman, Új-Dél-Wales, Ausztrália 1896. október 21. – Honolulu, Hawaii, 1966. december 15.) egy első világháborús ászpilóta volt. Katonai szolgálata során 5 igazolt légi győzelmet szerzett (5 ellenséges gépet kényszerített földre), amellyel elnyerte az ászpilóta minősítést.

## Élete

### Fiatalkora
Taylor 1896-ban született Ausztráliában, Új-Dél-Walesben.

### Katonai szolgálata
A háború kitörését követően Taylor az Egyesült Királyságba utazott, ahol önszántából belépett a Brit Királyi Légierőbe (Royal Air Force). A 66. repülőszázadhoz osztották be, s ebben a században szerezte mind az öt légi győzelmét. Elsőt 1917. május 7-én, míg utolsót ugyanezen év szeptember 11-én. Győzelmeit mind Sopwith Pup típusú repülőgépével szerezte.
Vitathatatlan bátorsága és szívóssága révén elnyerte a brit Hadikeresztet. A légierőt a háború után, 1919 márciusában hagyta el. Ekkor már kapitányi rangban szolgált. 

### Légi győzelmei
| Sorszám | Dátum                | Egység           | Repülőgép   | Ellenfél       |
| ------- | -------------------- | ---------------- | ----------- | -------------- |
| 1       | 1917. május 7.       | 66. repülőszázad | Sopwith Pup | Albatros D.III |
| 2       | 1917. június 7.      | 66. repülőszázad | Sopwith Pup | Albatros C     |
| 3       | 1917. június 18.     | 66. repülőszázad | Sopwith Pup | Albatros C     |
| 4       | 1917. augusztus 20.  | 66. repülőszázad | Sopwith Pup | Albatros C     |
| 5       | 1917. szeptember 11. | 66. repülőszázad | Sopwith Pup | Albatros C     |

### Későbbi élete
A háború utáni életéről nem tudunk szinte semmit. Annyi azonban biztos, hogy a halál 70 éves korában érte Honolulun, Hawaii szigetén. 

## Lásd még
- Ausztrália
- Első világháború